# Кавіта Крішнан
Кавіта Крішнан (англ. Kavita Krishnan, там. கவிதா கிருஷ்ணன், гінді कविता कृष्णन; нар. 1973) — індійська марксистська феміністка, активістка руху за права жінок. Серед іншого, під час протестів після групового зґвалтування Нірбхайї у Делі 2012 року вона привернула громадську увагу до проблеми ґендерного насильства в країні.
До 2023 року була членкинею Комуністичної партії Індії (марксистсько-ленінської) «Визволення» (КПІ (МЛ) «Визволення»), була членом її політбюро і протягом більш як двох десятиліть — її Центрального комітету. Вона також була редакторкою щомісячного партійного видання Liberation (Визволення) та секретарем жіночого крила КПІ (МЛ) «Визволення», Всеіндійської асоціації прогресивних жінок (AIPWA). Виступивши активною противницею російського вторгнення і організаторкою акцій солідарності з Україною, Кавіта Крішнан залишила свої партійні пости через розбіжності з рештою керівництва партії, що загострилися на тлі російсько-української війни.

## Біографія

### Сім'я та навчання
Кавіта Крішнан народилася в тамільській родині в Кунурі (штат Тамілнад). Вона виросла в Бхілаї (штат Чхаттісгарх). Її мати викладала англійську мову, а батько працював інженером на місцевому сталеливарному заводі, спорудженому з допомогою СРСР, їздив на навчання до Києва.
Кавіта здобула ступінь бакалавра в Коледжі Святого Ксаверія в Мумбаї (що входить до Мумбайського університету) та магістра з англійської літератури в Університеті Джавахарлала Неру. Вона планувала зайнятися викладанням, проте втрутилися політичні події.

### Перші кроки в активізмі
Під час навчання в коледжі Святого Ксаверія в Мумбаї приєдналася до театральної трупи під керівництвом Аруна Феррейри. З нею вона брала участь у вуличних спектаклях та акціях протесту. Проте серйозно брати участь у політичній діяльності вона почала, коли вступила до Університету Джавахарлала Неру, де вступила до Всеіндійської асоціації студентів і була обрана співсекретарем студентської профспілки у 1995 році.
Значний вплив на неї справив колишній президент цієї профспілки в університеті Чандрашекхар Прасад (Чанду). Під час виступу на вуличному мітингу в Сівані (штат Біхар) Чандрашекхар разом із іншим лідером КПІ (МЛ) Шьямом Нараяном Ядавом став жертвою політичного вбивства 31 березня 1997 року. Після цього інциденту життя Кавіти Крішнан як активістки різко змінилося.
Після вбивства Чанду тисячі студентів Університету Неру вийшли на масові демонстрації, вимагаючи дій проти колишнього депутата від партії Раштрія Джаната Дал Мохаммада Шахабуддіна, чиїх людей звинувачували в цьому замаху. Крішнан брала участь в акціях у Делі, де протестуючі студенти зазнали нападу з боку людей Лалу Ядава в Біхар-Бхавані. За участь у цих протестах вона провела вісім днів за ґратами.

### Роль у протестах проти зґвалтувань
Стала однією з найвідоміших активісток під час масових протестів за права жінок після зґвалтування та вбивства 23-річної дівчини в столиці Індії Нью-Делі. Кавіта Крішнан внесла істотний внесок у формування дискурсу руху. Одна з промов, яку вона виголосила на акції протесту біля будинку головного міністра Делі Шейли Дікшіт, швидко стала вірусною на YouTube. У цій промові вона виклала свого роду маніфест руху: кидаючи виклик панівній точці зору, що захищала постійну «опіку» над дівчатами з боку сім'ї або роботодавців, Крішнан сформулювала як головну вимогу свободи жінки. У цій промові вона також виступила проти вимоги страт за зґвалтування, наголосивши, що це не є вирішенням проблеми. Вона вказала, що рівень засудження за зґвалтування в Індії надзвичайно низький, і такі методи, як хімічна кастрація або страта, не є стримувальним фактором.
Кавіта навела вагомі докази на користь жіночої «беззастережної свободи» — «свободи без страху». Вимога «свобода без страху» стала об'єднавчою для протестувальників проти зґвалтувань, і тези Кавіти Крішнан отримали широке висвітлення у ЗМІ. Її погляди на страту вплинули формування дискурсу протестного руху після 16 грудня. При цьому Кавіта Крішнан зазнавала цькування з боку тролів.

### Російсько-українська війна та вихід із партії
Разом зі своєю партією КПІ (МЛ) Кавіта Крішнан активно виступала на захист індійської демократії проти індуїстсько-шовіністичного та правоконсервативного курсу прем'єр-міністра Нарендри Моді. Водночас Кавіта також критикувала авторитарні уряди та сили в інших країнах світу, включаючи сучасну КНР та путінську РФ, та вказувала на ідейно-політичні зв'язки індійських, російських та інших ультраправих. Сам путінський режим вона визначила як «фашистський».
Таким чином, вона засуджувала не лише вторгнення на кшталт війни в Іраку як військову агресію США, а й експансіонізм та мілітаризм із боку конкурентів Заходу, особливо антидемократичних. На партійному з'їзді 2018 року вона просунула резолюцію, яка засуджувала масові вбивства цивільних режимом Асада та російськими бомбардуваннями (проте інші партійні лідери внесли поправки, які також звинувачували США у спробі «зміни режиму»).
Напередодні розв'язаної Росією повномасштабної війни проти України Кавіта Крішнан добилася від партії оперативного засудження ескалації з вимогою відведення російських військ (втім, його одразу «збалансували» звинуваченнями на адресу Америки за «розпалювання війни»). З початком вторгнення 24 лютого 2022 року вона зателефонувала генсеку КПІ (МЛ) та ініціювала антивоєнну заяву партії, а також вуличні акції протесту проти російської агресії. Вона також підписала звернення солідарності з Україною з боку міжнародних лівих та феміністський маніфест «Право на спротив».
Хоча Крішнан була головною редакторкою партійного журналу, їй дозволили опублікувати там лише одну статтю на тему, що містила критику століть російської імперської політики та злочинів сталінізму. У повноцінній внутрішньопартійній дискусії їй відмовили, а частина керівництва партії була незадоволена її нападками на політику низки режимів, які називали себе комуністичними (включаючи радянський та китайський).
У повідомленні на Facebook 1 вересня 2022 року Крішнан оголосила, що КПІ (МЛ) «Визволення» звільнила її від усіх партійних посад та обов'язків за власним бажанням, проте вона й далі залишиться членкинею партії. Це розглядається як наслідок її розбіжностей з рештою керівництва з різних питань, у тому числі пов'язаних з Китаєм та російсько-українською війною. У своїх виступах і статтях продовжує викривати ідею «багатополярного світу» в трактуванні російської дипломатії та закликати до солідарності між визвольними рухами, що протистоять антидемократичним тенденціям у самій Індії та решті світу.

## Книга та визнання
У травні 2020 року була опублікована книга Кавіти Крішнан «Безстрашна свобода» (Fearless Freedom). Рецензія на книгу в журналі Society and Culture in South Asia від Айшварії Бхути вказує на контекст написання книги на тлі справи про групове зґвалтування в Делі, що змусило Крішнан повторити свої тези про те, що смертна кара не є стримуючим фактором і що замість її застосування держава має забезпечити дієву свободу для жінок, у тому числі на робочому та навчальному місці. Стиль письма книги простий і складається з особистих переживань, витягів з автобіографій, прикладів із кіно та поезії.
Кавіта Крішнан була визнана однією зі 100 жінок BBC 2014.

## Публікації українською
- Інтерв'ю з Кавітою Крішнан про нерівність, боротьбу лівих та репресії в Індії // Спільне, 28.06.2023
- Кавіта Крішнан: «Байдужість до України завдала шкоди нашій боротьбі в Індії» // Спільне, 11.07.2023
- Багатополярність, Мантра Авторитаризму // Нігіліст, 11.08.2023.